# Zwonko Stanojoski
Zwonko Stanojoski (maced.: Звонко Станојоски; ur. 29 stycznia 1964 w Prilepie) – macedoński szachista, arcymistrz od 2004 roku.

## Kariera szachowa
Do czołówki macedońskich szachistów należy od początku powstania państwa. W 1993 r. zajął II m. (za Vlatko Bogdanovskim) w rozegranych w Strudze pierwszych indywidualnych mistrzostwach kraju. W swoim dorobku posiada jeszcze m.in. medale złoty (2006) i  brązowy (2002, za Nikoła Mitkowem i Trajcze Nediewem), jak również dzielone I-II m. w 2001 r. (wspólnie z Wanko Stamenkowem) oraz dzielone I-III m. w 2005 r. (wspólnie z Dragoljubem Jacimoviciem i Wenci Popowem). W latach 1994–2008 siedmiokrotnie wystąpił w narodowej reprezentacji na szachowych olimpiadach, natomiast w 1999, 2003, 2007 i 2009 r. – na drużynowych mistrzostwach Europy.
Normy na tytuł arcymistrza wypełnił w Skopju (1998, dz. I m. wspólnie z Wasylem Spasowem), Hastings (2001/02, turniej Challengers, dz. I m. wspólnie z Glennem Flearem, Keithem Arkellem, Siergiejem Azarowem i Witalijem Cieszkowskim) oraz w Kiustendile (2003, I m.). Do innych jego sukcesów na arenie międzynarodowej należą:
- dz. II m. w Belgradzie (2002, za Miodragiem Saviciem, wspólnie z m.in. Olegiem Romaniszynem, Robertem Markusem, Milosem Perunoviciem i Bosko Abramoviciem),
- dz. III m. w Strudze (2002, za Branko Damljanoviciem i Weselinem Dragiewem, wspólnie z Bojanem Vuckoviciem i Danilo Milanoviciem),
- dz. I m. w Puli (2003, wspólnie z Nikola Sedlakiem, Josipem Rukaviną, Ognjenem Jovaniciem i Davorem Rogiciem),
- dz. I m. w Belgradzie (2006, wspólnie z Dusanem Rajkoviciem, Igorem Miladinoviciem, Danilo Milanoviciem i Miodragiem Saviciem),
- I m. w Belgradzie (2007).

Najwyższy ranking w dotychczasowej karierze osiągnął 1 stycznia 2008 r., z wynikiem 2529 zajmował wówczas 3. miejsce (za Władimirem Georgijewem i Nikoła Mitkowem) wśród macedońskich szachistów.